# كاثرين إيمز
كاثرين إيمز (بالإنجليزية: Kathryn Eames)‏ هي ممثلة أمريكية، ولدت في 25 يوليو 1908 في كانساس في الولايات المتحدة، وتوفيت في 12 ديسمبر 2004.

## وصلات خارجية
- كاثرين إيمز على موقع IMDb (الإنجليزية)